# الجبل (بعدان)

تعديل مصدري - تعديل

الجبل محلة تابعة لقرية النظاري، التابعة لعزلة الحرث بمديرية بعدان إحدى مديريات محافظة إب في الجمهورية اليمنية، بلغ تعداد سكانها 26 حسب تعداد اليمن لعام 2004.